# Maghrebbosuil
De maghrebbosuil (Strix mauritanica) is een vogel uit de orde van de uilen (Strigiformes). De soort werd in 1905 geldig beschreven als ondersoort Syrnium aluco mauritanicum door Harry Forbes Witherby. De vogel komt voor in noordwest Afrika van Marokko tot Tunesië. 
Deze soort bosuil is overwegend donker grijsbruin en vertoont (waarschijnlijk) geen variatie in verschillende typen. Uit onderzoek aan het mitochondriaal DNA, gepubliceerd in 2016, blijkt dat dit geen ondersoort van de bosuil is, maar een aparte soort.